# Museum Lauriacum

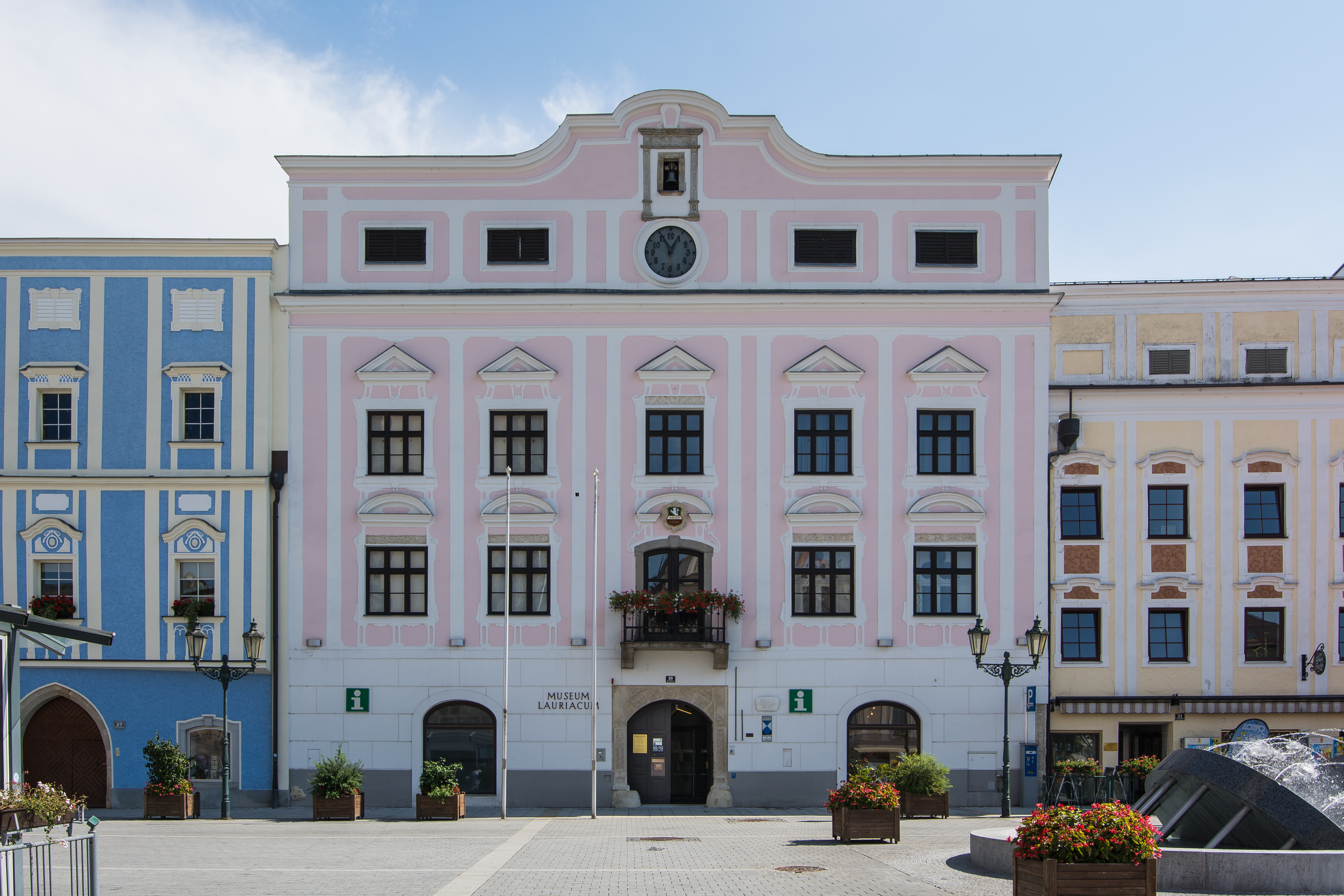
Museum Lauriacum am Hauptplatz in Enns

Das Museum Lauriacum ist ein Museum in der Stadt Enns im Bezirk Linz-Land in Oberösterreich. Es präsentiert anhand archäologischer Funde die Kultur der römischen Stadt Lauriacum sowie die mittelalterliche und neuzeitliche Stadtgeschichte von Enns. Das Gebäude am Hauptplatz 19 diente früher als Rathaus und steht unter Denkmalschutz.
Die für die Oberösterreichische Landesausstellung 2018 neu gestaltete Schausammlung ermöglicht mit über 1200 Fundstücken, Rekonstruktionen und Medienstationen einen Entdeckungsreise in die römische Vergangenheit.

## Geschichte
Im Jahr 1892 gründeten honorige Ennser Personen den „Musealverein für Enns und Umgebung“ und errichteten noch im selben Jahr das Museum Lauriacum als drittes oberösterreichisches Museum nach dem Landesmuseum und dem Museum Hallstatt. Als erster öffentlich zugänglicher Ausstellungsraum diente ein Raum im Meierhof von Schloss Ennsegg mit Adresse Maria Anger, Nr. 1. Dieser Raum wurde 1898 nach Übersiedelung in den alten Ratssaal des alten Ennser Rathauses am Hauptplatz Nr. 19 aufgegeben.

## Museumsgebäude
Im 14. Jahrhundert gehörte das Haus der angesehenen Familie Heresinger, die es bis 1455 besaß. Unter Herzog Albrecht VI. diente das Haus ein paar Jahre lang als (geschichtlich zweite) Ennser Münzstätte, auch die Tätigkeit der Münzstätte Linz wurde hierher übersiedelte. 1468 scheinen die Losensteiner als Besitzer auf, denen die mit ihnen verwandten Volkenstorfer folgten. Der in Linz residierende Kaiser Kaiser Friedrichs III. schenkte das Gebäude im Jahr 1489 der Stadt Enns, um das alte Rathaus bei der Scheiblingkirche abreißen und hier ein neues Rathaus einzurichten zu lassen.
Hinter der barocken fünfachsigen Fassade mit dem geschwungene Giebel verbirgt sich ein Bau eines Rathauses aus der Spätgotik. Die steinernen Einfassungen des Tors, der Fenster und am Giebel sind Elemente aus der Renaissance. Die Bogengänge im Hof sind mit 1547 bezeichnet. Den ehemaligen Ratssaal im ersten Stock schmückt eine Stuckdecke, die zwischen 1720 und 1730 entstanden ist.

## Museumschwerpunkte
- In einem der modernsten Römermuseen Österreichs erwartet die Besucher eine spannende Entdeckungsreise in die Welt der Legionäre, ihrer Geschichte und ihres Alltags. Auf drei Geschoßen werden Militär, Luxus und Alltagsleben von Lauriacum präsentiert.

- Neben dem Schwerpunkt legio II Italica, werden in der erlebnisorientierten Ausstellung auch das Leben in der Zivilstadt, das Geld der Römer und ihr Bestattungswesen thematisiert. Mit kostbaren Originalen, aufwändigen Rekonstruktionen, Multimediastationen und einem eigens für die Landesausstellung produzierten Film, wird gezeigt, dass die Legionäre weit mehr als nur Kämpfer waren.

- Römische Kultur: In bedeutender Art und Weise, werden hier die umfangreiche Sammlung römerzeitlicher Fundstücke in einer Schausammlung, in mehreren Schauräumen präsentiert, beginnend mit den Funden aus den beiden Legionslagern Albing und der wichtigste militärische Stützpunkt mit Lauriacum am Donaulimes in der Provinz Noricum präsentiert.[4]

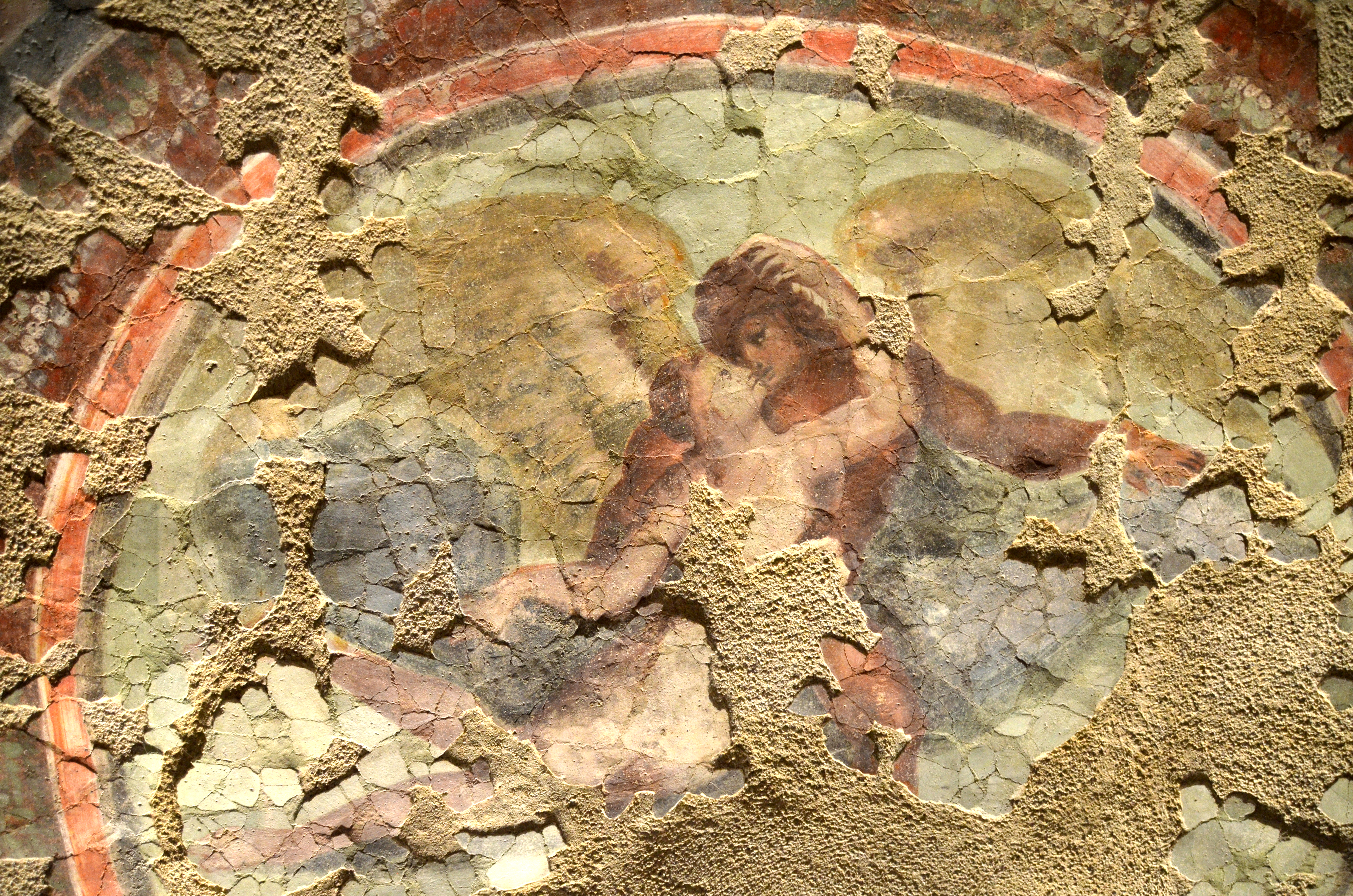
Zentrale Darstellung mit Amor und Psyche

Ein eigener Raum ist einem großen fragmentierten Deckenfresko aus dem 2./3. Jahrhundert gewidmet, in dessen Mitte Amor und Psyche dargestellt sind. Von 1972 bis 1973 wurden die Fragmente aus der ehemaligen römischen Zivilsiedlung (Plochbergergründe) geborgen und 1979 wieder an einer Decke angebracht.
- Arnold Hartig: Seit 1965 beinhaltet das Museum den künstlerischen Nachlass von etwa 400 Werken des Medailleurs und Bildhauers Arnold Hartig.

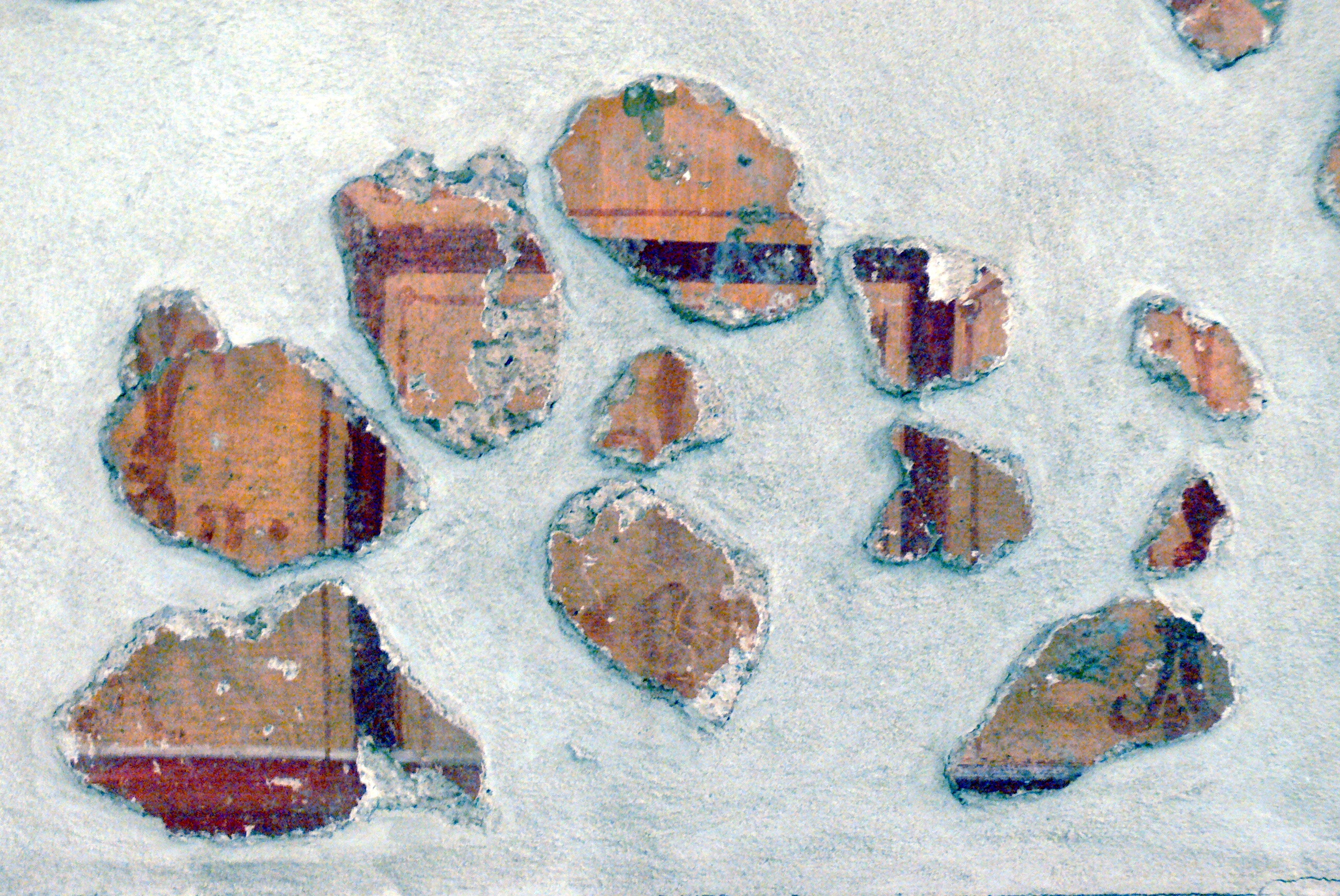
Fragmente von Wandmalerei (2./3. Jahrhundert) aus der Zivilstadt (Stadelgasse)
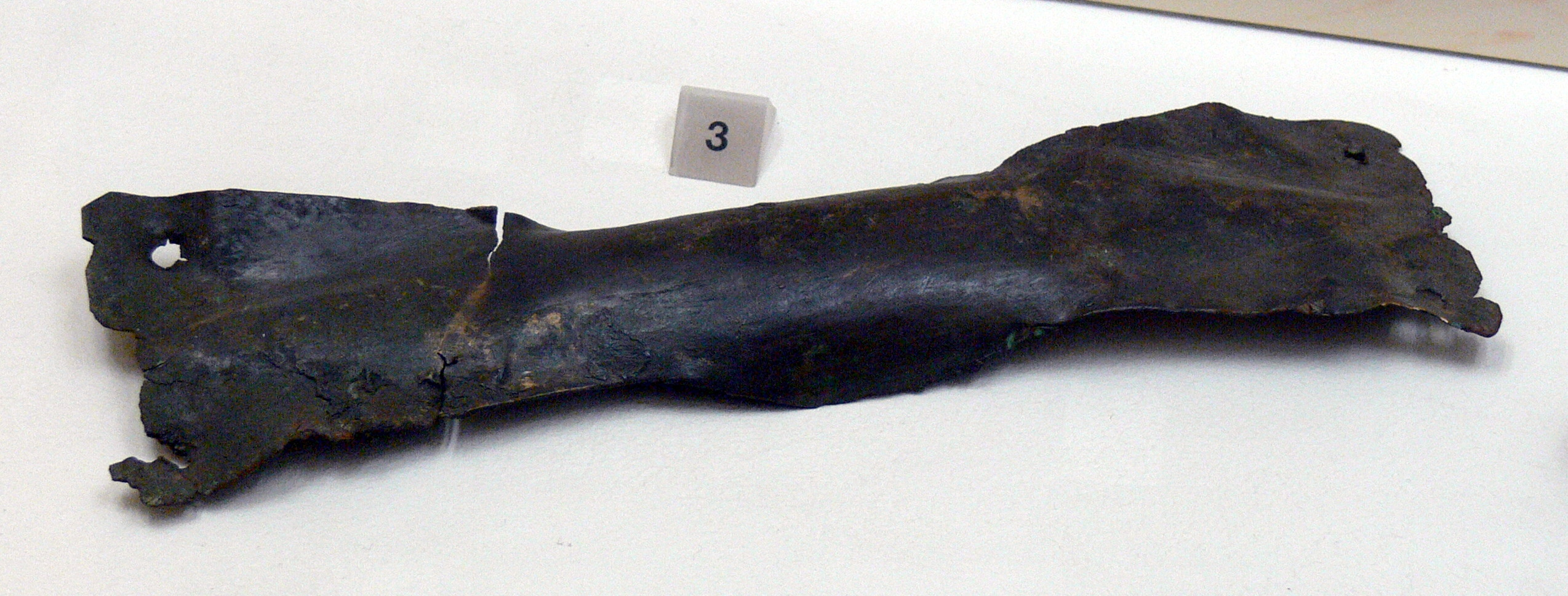
Römische Schildfessel

## Auszeichnungen
- Das Bundesministerium für Wissenschaft und Forschung hat dem Museum Lauriacum für seine hervorragenden Leistungen auf dem Gebiet des Museumswesens den Österreichischen Museumspreis 1988 verliehen.
- Träger des Österreichischen Museumsgütesiegels

## Museumsleitung
- 1960–2002 Prof. Dr. Herbert Kneifel
- 1. Oktober 2002 – 2005 Franz Doubek
- seit 2005 Reinhardt Harreither